# Durch dick & dünn
Durch dick & dünn ist ein deutscher Fernsehfilm von Holger Neuhäuser aus dem Jahr 1998 mit Jürgen Tarrach und Dietmar Bär in den Hauptrollen.

## Handlung
Manni und Benni sind beste Freunde und Kollegen. Beide gehen durch dick und dünn, sind aber beide korpulententer Natur. Während Manni die Knödel seiner Mutter liebt, liebt Benni es an der Würstchenbude. Als sich auf der Arbeit eine Karriereaufsprung bietet, konfrontiert ihre Vorgesetzte sie mit ihrer Korpulenz und verwehrt ihnen diesen Schritt, es sei denn einer von den beiden kann innerhalb der nächsten vier Wochen abspecken.

## Hintergrund
Durch dick & dünn wurde 1997 gedreht und 1998 im ZDF erstmals ausgestrahlt. Produziert wurde der Film von der Caligari Film.